# 馬夏
馬夏（Masha）是埃塞俄比亞西南部南方各族州卡法謝卡地區的小鎮，座標7°44′N 35°29′E / 7.733°N 35.483°E，海拔2,223米。鎮內有電力供應和銀行。根據埃塞俄比亞中央統計局2005年人口普查的資料，馬夏人口約11,122，其中男性5,393人，女性5,729人。